# Questo mondo proibito
Questo mondo proibito è un film del 1963, diretto da Fabrizio Gabella.